# Falsos-Positivos-Skandal

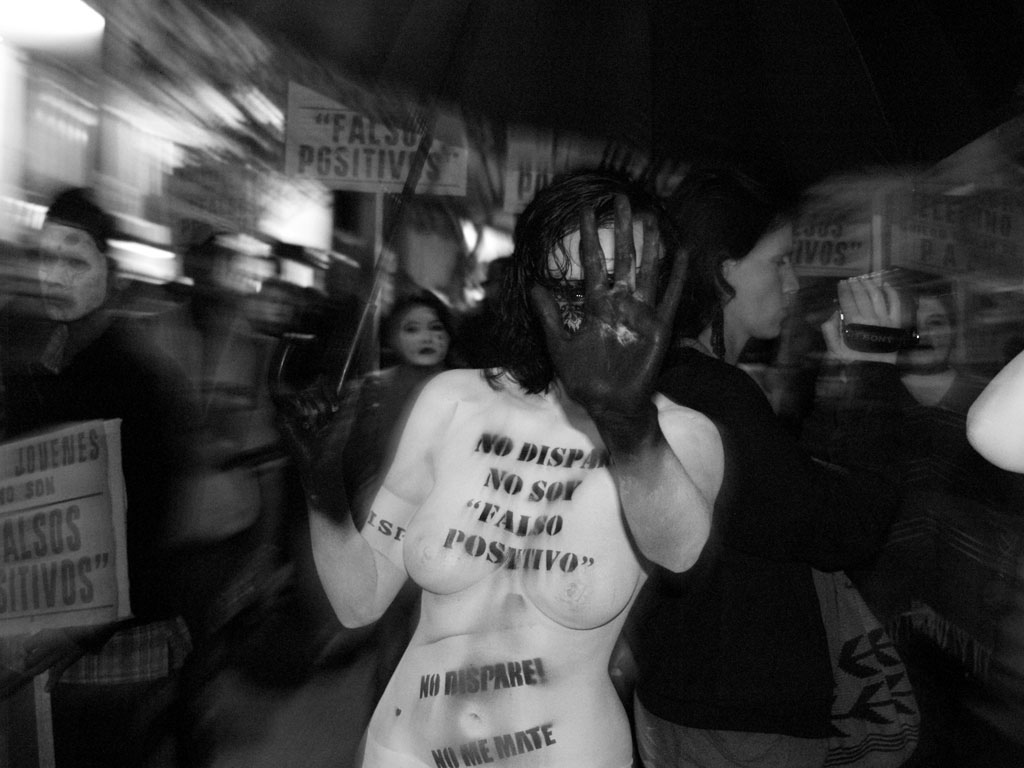
Performance während einer Demonstration gegen den Falsos-Positivos-Skandal (2010; Bogotá)

Unter der Bezeichnung Falsos-Positivos-Skandal wurden Fälle bekannt, bei denen Soldaten der kolumbianischen Armee während des Bewaffneten Konflikts in Kolumbien wahllos Zivilpersonen töteten und die Leichen als im Kampf gefallene Guerilla-Kämpfer präsentierten, um Erfolgsprämien wie zum Beispiel Beförderungen oder Sonderurlaub zu bekommen.
Der spanische Ausdruck „Falsos Positivos“ (englisch: false positive, deutsch: falsche Positive oder auch Falschalarm) stammt aus dem Bereich der Statistik und bezeichnet Fälle, bei denen ein Testvorgang bei der Beurteilung eines Klassifikators fälschlicherweise ein positives Ergebnis anzeigt, obwohl er ein negatives Ergebnis hätte anzeigen müssen.
Insgesamt gingen die offiziellen Untersuchungen im September 2013 von rund 3.000 Opfern aus.

## Erste Verdächtigungen
Der Skandal wurde dadurch ausgelöst, dass 19 junge Männer aus Soacha und Ciudad Bolívar verschwunden waren und kurz darauf in der mehrere 100 Kilometer entfernten Provinz Norte de Santander von der Armee als im Kampf getötete Guerilleros präsentiert wurden. Im September 2008 äußerte Staatssekretärin Clara López Obregón den Verdacht, dass es sich um „Falsche Positive“ handeln müsse, da es unwahrscheinlich sei, dass jemand innerhalb von 24 Stunden rekrutiert wird und im Kampf fällt. General Paulino Coronado Gámez wies diese Vermutung zurück und bekräftigte, dass die Toten Guerilleros gewesen seien. Im Zuge dessen musste der General Mario Montoya als Oberkommandierender der kolumbianischen Streitkräfte zurücktreten.
Im Mai 2010 informierte die UN über außergerichtliche Hinrichtungen in Kolumbien, die in den seltensten Fällen geahndet würden. Der Menschenrechtler und UN-Sonderberichterstatter Philip Alston hatte 2009 Kolumbien besucht und dort festgestellt, dass im ganzen Land Opfer von Personalvermittlern vorgeblich zum Arbeiten in abgelegene Gebiete gelockt, von Soldaten getötet und ihre Leichen in Uniformen gesteckt wurden.
Insgesamt hatte die kolumbianische Staatsanwaltschaft mehr als 1.400 Fälle zu untersuchen.

## Angeklagte und Verurteilte
Am 5. Juli 2011 wurde Major Orlando Arturo Cespedes Escalona, stellvertretender Kommandeur der in Sucre stationierten Armeeeinheit Fuerza de Tarea Conjunta del Ejército en Sucre, wegen der Beteiligung am Verschwinden und Tod von elf jungen Menschen angeklagt. Er war am 7. Oktober 2010 verhaftet worden, nachdem zehn der Leichen von Personen im Alter zwischen 16 und 28 Jahren identifiziert und ihren Angehörigen übergeben worden waren.
Am 13. Juli 2011 wurde als erster Offizier ein Coronel (entspricht dem deutschen Oberst) der kolumbianischen Marine wegen der Beteiligung an der Ermordung zweier junger Bauern verurteilt. Sein Name wird mit Luis Fernando Borja oder Luis Fernando Borja Giraldo oder Luis Fernando Borja Aristizábal angegeben. Er gehörte ebenfalls zu der Fuerza de Tarea Conjunta. Im Prozess hatte er weitere 57 Fälle mit mehr als 100 Opfern, an der seine Einheit beteiligt war, offengelegt. Die ursprünglich auf 42 Jahre angesetzte Strafe wurde halbiert, weil der Angeklagte Namen von anderen Beteiligten nannte, seine Verantwortung eingestand und sich für schuldig bekannte. Als Motiv nannte er die staatlichen Prämien für die Tötung von Rebellen. Außerdem gab er an, sich den damals vorherrschen Zuständen in der Provinz Sucre angepasst zu haben, um Repressalien gegen sich und seine Familie zu vermeiden.
Am 9. September 2013 verurteilte ein Gericht in Bogota Oberst Publio Hernan Mejia zu 19 Jahren Haft. Der ehemalige Bataillons-Kommandeur hatte in 20 Fällen Festgenommene erschießen lassen und sie als Verluste bei Kampfhandlungen bezeichnet. Dabei soll er in Abstimmung mit Mitgliedern der Autodefensas Unidas de Colombia (AUC) gehandelt haben. Er habe mutmaßliche linksgerichtete Rebellen und auch interne Rivalen der Paramilitärs beseitigt. Zusammen mit Mejia verurteilte das Gericht drei weitere Militärs zu 19 Jahren Haft.
Laut Angaben der kolumbianischen Staatsanwaltschaft liefen im Juni 2015 Untersuchungen gegen 12 Generäle. Am 24. Juni 2015 ordnete Oberstaatsanwalt Eduardo Montealegre die Einvernahme von vier pensionierten Generälen, darunter Ex-Armeekommandant Mario Montoya, an.
Für den von 2008 bis 2010 für die Militärgerichte in der Sache zuständigen Oberst Édgar Emilio Ávila Doria wurde ein Haftbefehl ausgestellt. Er soll zwischen 2005 und 2007 ein Bataillon befehligt haben, das zahlreiche Morde begangen haben soll.

## Bericht von Human Rights Watch
Im Juni 2015 veröffentlichte Human Rights Watch (HRW) einen ausführlichen Bericht zu den Vorfällen.
Bis dahin wurden etwa 800 Personen – hauptsächlich einfache Soldaten – verurteilt.
In dem Bericht werden explizit die Generäle Juan Pablo Rodríguez, zum Zeitpunkt der Veröffentlichung Oberkommandierender der Streitkräfte, und Armeechef Jaime Laspilla als Tatverdächtige genannt. Laut HRW töteten ihnen unterstellte Einheiten 76 Zivilisten.
Außerdem kritisierte HRW die unzureichenden Schutzmaßnahmen für Belastungszeugen. So wurde der Soldat Nixon de Jesus Cárcamo 2014 in einem Militärgefängnis ermordet. Den Ermittlern gegenüber hatte er zuvor erklärt, dass er um sein Leben fürchte. 2013 wurde die Frau eines Zeugen von Unbekannten vergewaltigt.
HRW kritisierte auch den Umstand, dass trotz Anordnung des Obersten Gerichtshofes die Mehrheit der Fälle von der Militärjustiz behandelt wurde. Es seien Fälle von Richtern bekannt, die zugunsten der Angeklagten Beweise unterdrückten und dabei halfen Tatorte zu manipulieren. Auf den von 2008 bis 2010 für die Militärgerichte zuständige Oberst Édgar Emilio Ávila Doria wurde ein Haftbefehl ausgestellt. In einem Telefonat vom Dezember 2012 versprach der damalige Oberkommandierende den Angeklagten, dass ihre Fälle vom Zivilgericht abgezogen und der Militärgerichtsbarkeit zugeführt würden. Unter Präsident Juan Manuel Santos wurde der Versuch unternommen die Verfassung dahingehend zu ändern, dass Menschenrechtsverletzungen generell von Militärgerichten verhandelt werden. Erst im April 2015 wurden die Pläne fallengelassen.

## Entlassung der Militärführung
Am 6. Juli 2015 – kurz nach der Veröffentlichung des HRW-Berichts – entließ Präsident Santos den im Bericht explizit als Tatverdächtigen bezeichneten Oberbefehlshaber des Heeres, General Jaime Alfonso Lasprilla, den Kommandeur der Marine, Admiral Hernando Wills, und den Kommandeur der Luftwaffe, General Guillermo León.
General Alberto Mejía Ferrero wurde zum Oberkommandanten des Heeres ernannt. Admiral Leonardo Santamaria übernahm die Leitung der Marine und General Carlos Bueno die Führung der Luftwaffe. Santos bestätigte Admiral Henry Blain, der Generalstabschef der Armee, und der Generaldirektor der Polizei, Rodolfo Palomino, in ihren Ämtern.